# Grup de la betpakdalita
El grup de la betpakdalita és un grup de minerals de la classe dels fosfats que cristal·litzen en el sistema monoclínic. El grup està format per cinc heteropolimolibdats complexes: betpakdalita-CaCa, betpakdalita-CaMg, betpakdalita-FeFe, betpakdalita-NaCa i betpakdalita-NaNa.
| Espècie           | Fórmula                                        |
| ----------------- | ---------------------------------------------- |
| Betpakdalita-CaCa | [Ca₂(H₂O)17Ca(H₂O)₆][Mo₈6+As₂5+Fe₃3+O36(OH)]   |
| Betpakdalita-CaMg | [Ca₂(H₂O)17Mg(H₂O)₆][Mo₈As₂Fe₃3+O36(OH)]       |
| Betpakdalita-FeFe | [Fe3+₂ (H₂O)15(OH)₂Fe3+(H₂O)₆][Mo₈As₂Fe3+₃O37] |
| Betpakdalita-NaCa | [Na₂(H₂O)17Ca(H₂O)₆][Mo₈6+As₂5+Fe₃3+O34(OH)₃]  |
| Betpakdalita-NaNa | [Na₂(H₂O)16Na(H₂O)₆][Mo₈As₂Fe₃3+O33(OH)₄]      |

Segons la classificació de Nickel-Strunz els minerals del grup pertanyen a "08.DM - Fosfats, etc. amb cations de mida mitjana i gran, (OH, etc.):RO₄ > 2:1» juntament amb els següents minerals: morinita, esperanzaïta, clinotirolita, tirolita, melkovita, fosfovanadilita-Ba, fosfovanadilita-Ca, yukonita, uduminelita, delvauxita i santafeïta.